# Химна слободи (Иван Гундулић)
Химна слободи химна је коју је написао дубровачки пјесник Иван Гундулић, на народном језику.

## Историја
У пјесми која има шест стихова, доминантан је слободарски дух Дубровчана. Тежња ка слободи се код Дубровчана, као и код осталих Срба, огледала и у секундарној застави Дубровачке републике на којој је писало на латинском језику, а у народном духу: LIBERTAS (слобода). Код Срба, ова слободарска идеја изражена је и у изреци-покличу За крст часни и слободу златну, а у Црној Гори је поред те постојала и изрека о Црној Гори као посљедњој искри српске слободе. По Лазару Томановићу, Андрија Качић Миошић и Иван Гундулић су први апостоли српске мисли у књижевности на народном језику у Далмацији. Химна, коју је компоновао 1926. године Јаков Готовац, изводи се при отварању Дуровачких љетних игара.

## Химна Слободи
| „ | О лијепа, о драга, о слатка слободо, дар у кôм сва блага вишњи нам Бог је дô, узроче истини од наше све славе, уресу једини од ове Дубраве, сва сребра, сва злата, сви људски животи не могу бит плата твôј чистој љепоти! | ” |